# I Remember Me
I Remember Me é o segundo álbum de estúdio da cantora norte-americana Jennifer Hudson, lançado em 22 de março de 2011 pela Arista Records. Jennifer trabalhou com uma variedade de produtores e compositores para o álbum, incluindo Alicia Keys, Rich Harrison, Ne-Yo, R. Kelly, Harvey Mason Jr., Ryan Tedder, Diane Warren, entre outros. 
Seu primeiro single, "Where You At", foi lançado em 24 de janeiro de 2011 nos Estados Unidos. A canção foi escrita por R.Kelly e produzida por Harvey Mason Jr. e alcançou a posição #64 na Billboard Hot 100, além da #10 na Billboard R&B/Hip-Hop Songs.
O álbum debutou na segunda posição da Billboard 200, com a venda de 165 mil cópias em sua primeira semana. Recebeu críticas geralmente positivas, obtendo uma médica 74/100 de aprovação no Metacritic, que se baseou em dez críticas recolhidas.

## Faixas
| N.º | Título                  | Compositor(es)                                                           | Produtor(es)             | Duração |  |
| 1.  | "No One Gonna Love You" | Rich Harrison                                                            | Rich Harrison            | 3:48    |  |
| 2.  | "I Got This"            | Tor Erik Hermansen, Mikkel S. Erikssen, Cristyle Johnson, Mats Lie Skare | StarGate                 | 3:22    |  |
| 3.  | "Where You At"          | Robert Kelly                                                             | Harvey Mason, Jr.        | 3:47    |  |
| 4.  | "Angel"                 | Alicia Keys, Kasseem Dean                                                | Swizz Beatz, Alicia Keys | 3:29    |  |
| 5.  | "I Remember Me"         | Jennifer Hudson, Ryan Tedder                                             | Ryan Tedder              | 4:10    |  |
| 6.  | "Gone"                  | Ester Dean, Chauncey Hollis, Jamal Jones                                 | HitBoy                   | 3:38    |  |
| 7.  | "Everybody Needs Love"  | Keys                                                                     | Swizz Beatz              | 3:14    |  |
| 8.  | "Why Is It So Hard"     | Charles Harmon, Shaffer Smith                                            | Chuck Harmony, Ne-Yo     | 3:46    |  |
| 9.  | "Don't Look Down"       | Keys, Salaam Remi                                                        | Alicia Keys, Salaam Remi | 3:23    |  |
| 10. | "Still Here"            | Diane Warren                                                             |                          | 3:41    |  |
| 11. | "Feeling Good"          | Anthony Newley, Leslie Bricusse                                          |                          | 2:16    |  |
| 12. | "Believe"               | Ronnie Dunn, Craig Wiseman                                               | Harvey Mason, Jr.        | 4:58    |  |

| Faixas bônus na Alemanha |                                        |                                           |                 |         |  |
| N.º                      | Título                                 | Compositor(es)                            | Produtor(es)    | Duração |  |
| 13.                      | "Spotlight"                            | Eriksen, Hermansen, Smith                 | StarGate, Ne-Yo | 4:10    |  |
| 14.                      | "Love Is Your Color" (com Leona Lewis) | Salaam Remi, Claude Kelly, Michael Mentor | Salaam Remi     | 3:41    |  |

| Faixas bônus exclusivas da Target na França, Reino Unido e Estados Unidos |                                                                                           |                           |                              |         |  |
| N.º                                                                       | Título                                                                                    | Compositor(es)            | Produtor(es)                 | Duração |  |
| 13.                                                                       | "Where You At" (Dave Audé Remix)                                                          | Kelly                     | Harvey Mason, Jr.; Dave Audé | 5:22    |  |
| 14.                                                                       | "The Star-Spangled Banner (The National Anthem)" (versão apresentada no Super Bowl XLIII) | DP, Christian Walden      |                              | 2:28    |  |
| 15.                                                                       | "What You Think"                                                                          |                           |                              |         |  |
| 16.                                                                       | "Spotlight" (Afrojack Remix)                                                              | Hermansen, Eriksen, Smith | Ne-Yo, StarGate              | 4:10    |  |

| Faixas bônus na França e nos Estados Unidos |                                        |                                           |              |         |  |
| N.º                                         | Título                                 | Compositor(es)                            | Produtor(es) | Duração |  |
| 17.                                         | "Love is Your Color" (com Leona Lewis) | Salaam Remi, Claude Kelly, Michael Mentor | Salaam Remi  | 3:41    |  |

| Faixas bônus da edição deluxe da Target |                                |         |  |
| N.º                                     | Título                         | Duração |  |
| 1.                                      | "The Making of I Remember Me"  |         |  |
| 2.                                      | "In the Studio with Jennifer"  |         |  |
| 3.                                      | "Jennifer Discusses the Music" |         |  |
| 4.                                      | "Album Cover Photo Shoot"      |         |  |

## Paradas musicais
| Parada (2011)                                 | Melhor posição |
| --------------------------------------------- | -------------- |
| Estados Unidos - Billboard 200                | 2              |
| Estados Unidos - Billboard R&B/Hip-Hop Albums | 2              |